# Kudki, Aland
Kudki là một làng thuộc tehsil Aland, huyện Gulbarga, bang Karnataka, Ấn Độ.